# Jermuk
Jermuk o Dzhermuk (in armeno Ջերմուկ?) è una città montana dell'Armenia, nella provincia di Vayots Dzor, a 173 km a sud-est di Erevan. Il fiume Arpa sgorga da una risorgiva a monte della città e l'attraversa scorrendo in un profondo canyon. La città è circondata dalle montagne di Vayots Dzor, Vardenis e Syunik di 2500 - 3000 metri, coperte da foreste alpine. La catena montana del Zangezur inizia qui.
Le foreste di Jermuk sono costituite da querce e carpini, con sottoboschi di rosa canina, pere selvatiche, prugne e ginepro. La fauna è fondamentalmente costituita da orsi, volpi, lepri e tassi.
Le temperature medie sono: +0.4 °C in primavera, +15,3 °C d'estate, +4,9 °C d'autunno e - 9 °C d'inverno con un minimo di -35 °C ed una massima di 32 °C. La precipitazione media annua è di 800 mm.

## Le origini
Jermuk è piena di sorgenti calde naturali e l'origine etimologica del nome “Jermuk” va fatta risalire al termine armeno “ջերմուկ” che può essere interpretato come “sorgente calda”.
Il sito è citato dallo storico Stefano Orbelian nel XII secolo ma le mura ciclopiche della fortezza e i resti della chiesa dell'VIII secolo dimostrano che l'origine del luogo, prossimo alle sorgenti termali, è molto più remoto. Le acque termali erano usate dalla popolazione e dai Principi di Siunik come dimostrano i resti delle piscine termali restaurate nel 1860 durante il periodo zarista, da Georg Khanagyan, ed oggi considerate monumenti storici.
I primi studi scientifici su Jermuk risalgono al 1830 per merito dell'ingegnere e geologo russo G. Voskoboynikov che avviò lo studio del territorio e delle caratteristiche delle acque di Jermuk. Le sue osservazioni furono pubblicate nel 1831 (Mountain Magazine) e nel 1855 (Caucasian Calendar). L'attuale assetto della città risale al 1940, con la costruzione della prima struttura di cura.
Il primo Piano Regolatore è stato redatto nel 1945 (architetto Msryan). Il Piano è stato aggiornato nel 1952 (architetto Manukyan) e ridefinito nel 1960-62 nell'attuale assetto della città`.

## La città
Jermuk è una cittadina turistica di cure termali e di sport invernali con una buona dotazione alberghiera e di centri di cura. La città è dotata di un piccolo aeroporto turistico con una pista da 1500 m. Una seggiovia sale a 2400 m. e le piste di sci scendono fino alla città. Numerosi laghi artificiali arricchiscono il centro urbano e una cascata di 70 m. scorre dalla quota dell'abitato al fondo del canyon del fiume Arpa.
Nei pressi della città, a 10 km ad ovest, è situato il monastero di Gndevank (Գնդեվանք) (X-XIII secolo).
Oltre alle strutture ricettive, sia di cura che alberghiere, sono presenti attività produttive, di cui la principale è lo stabilimento “Jermuk” di imbottigliamento dell'acqua minerale, distribuita in Armenia e all'estero.
La popolazione è in calo rispetto al censimento del 1989, quando contava circa 9.000 abitanti.

## Manifestazioni
Ogni anno, ad agosto, ha luogo il torneo internazionale di scacchi FIDE Grand Prix Jermuk.

## Amministrazione

### Gemellaggi
- Asolo, Italia
- Saint-Raphaël, Francia
- Karlovy Vary, Polonia
- Kolding, Danimarca
- Porovey, Kazakistan

## Galleria d'immagini

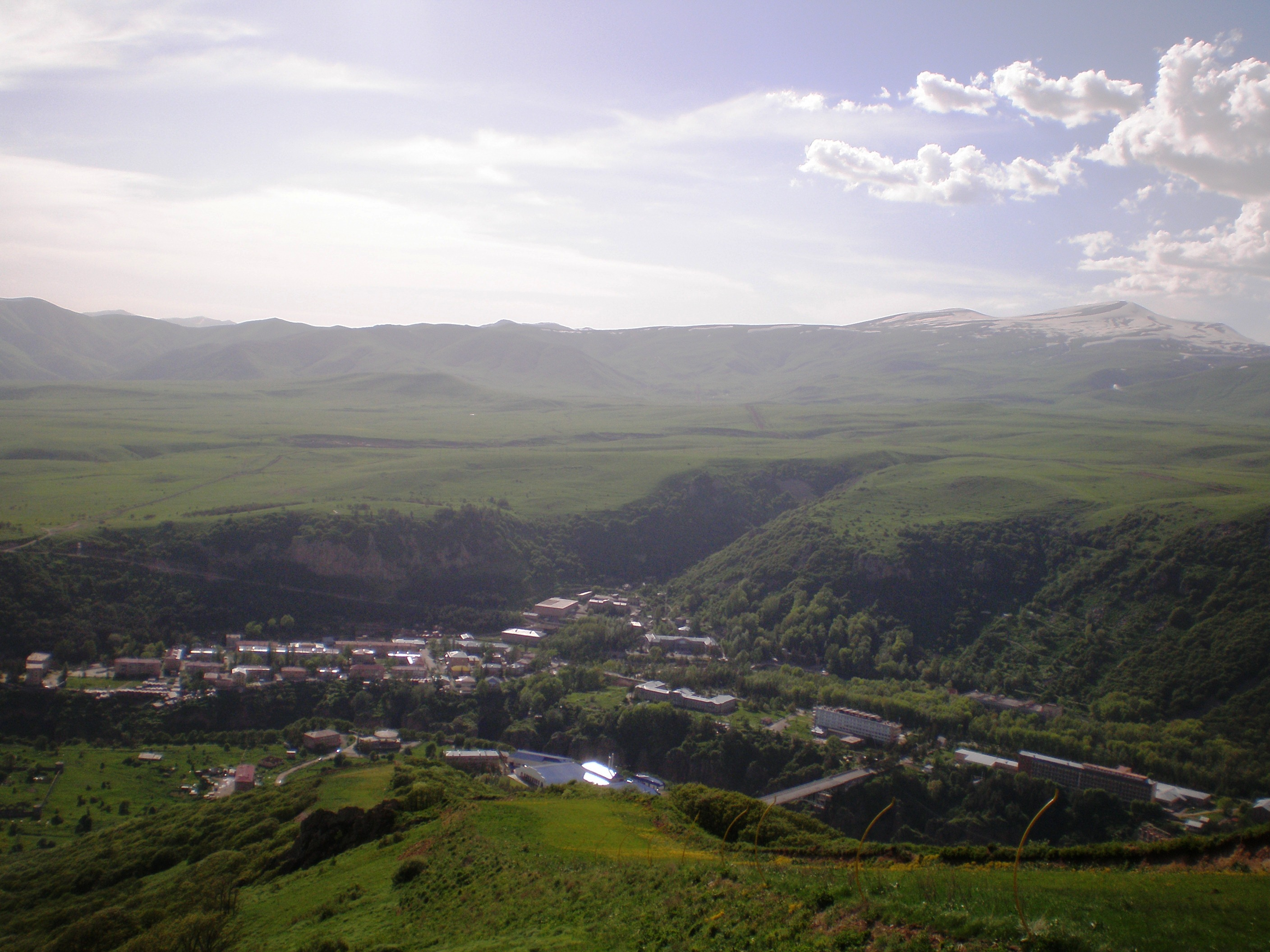
Jermuk.
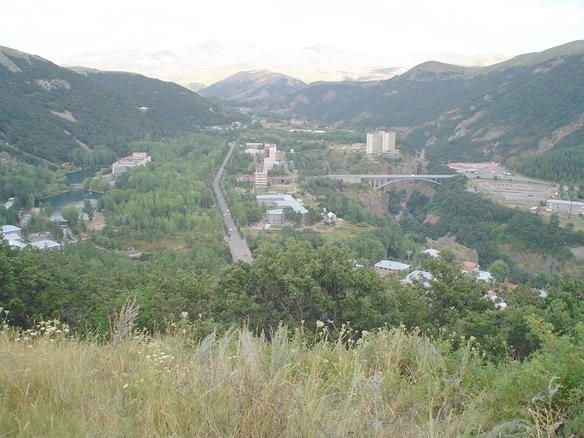
Jermuk.
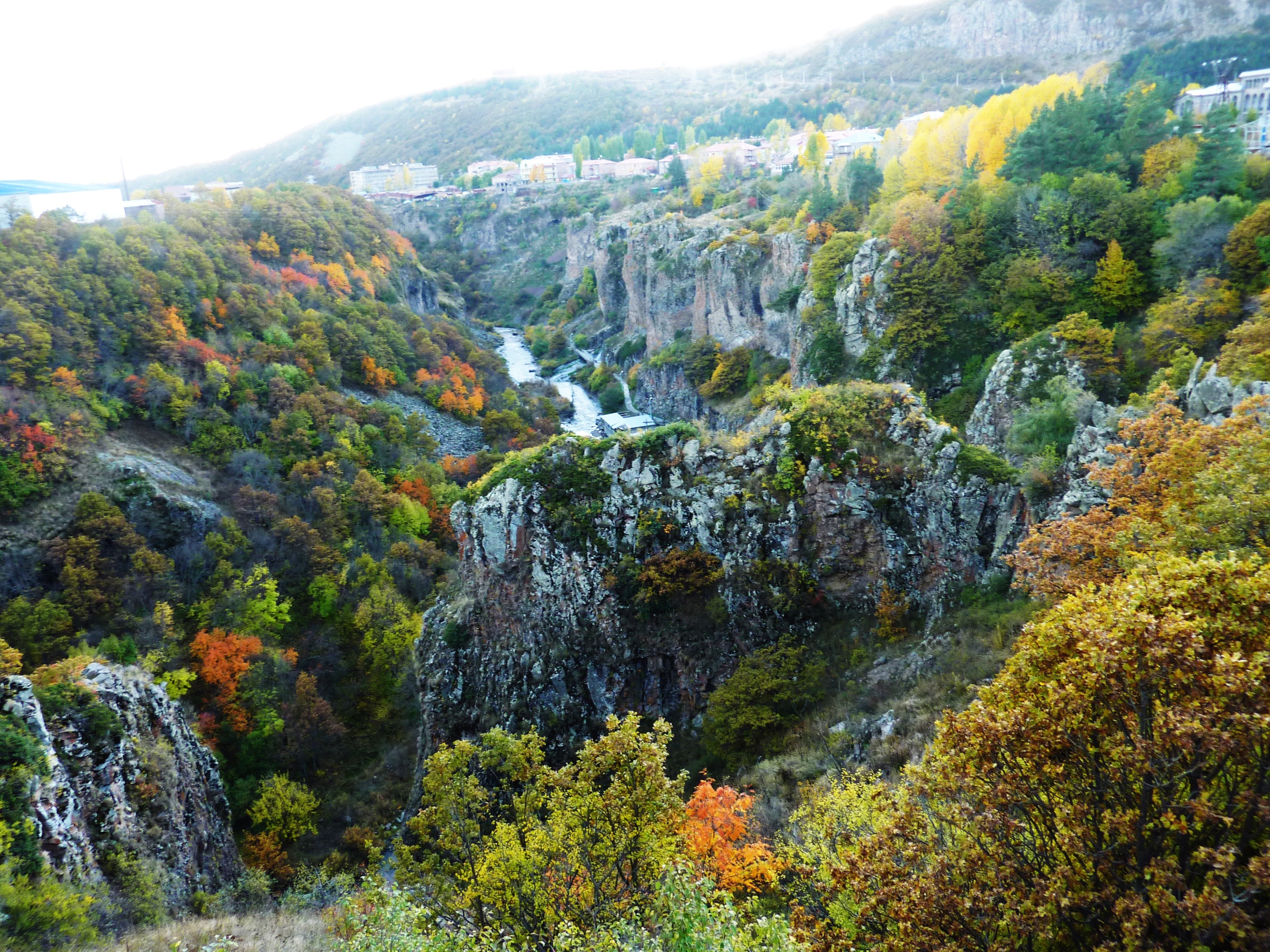
Il canyon dal ponte di accesso alla città
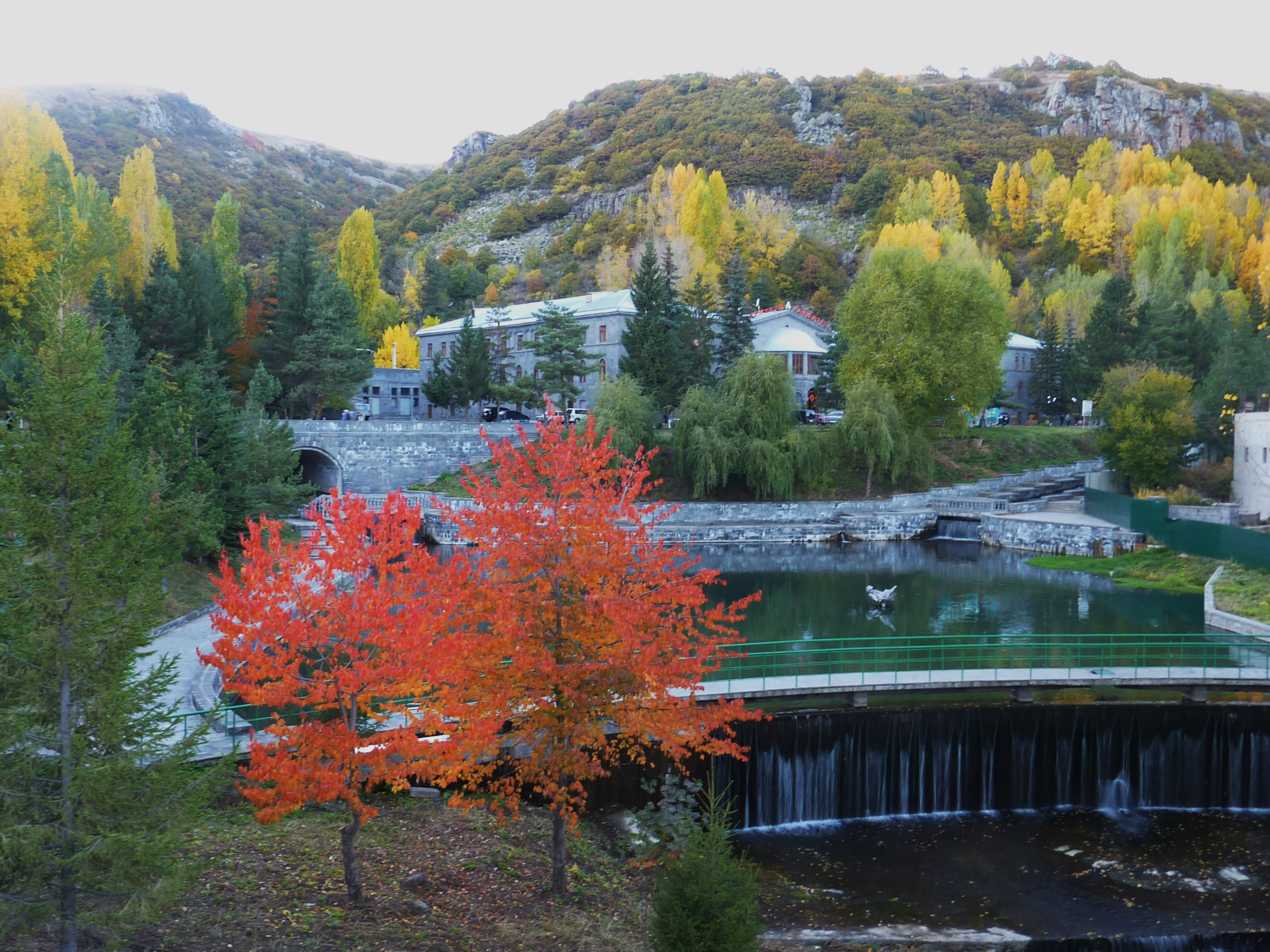
Centro della città
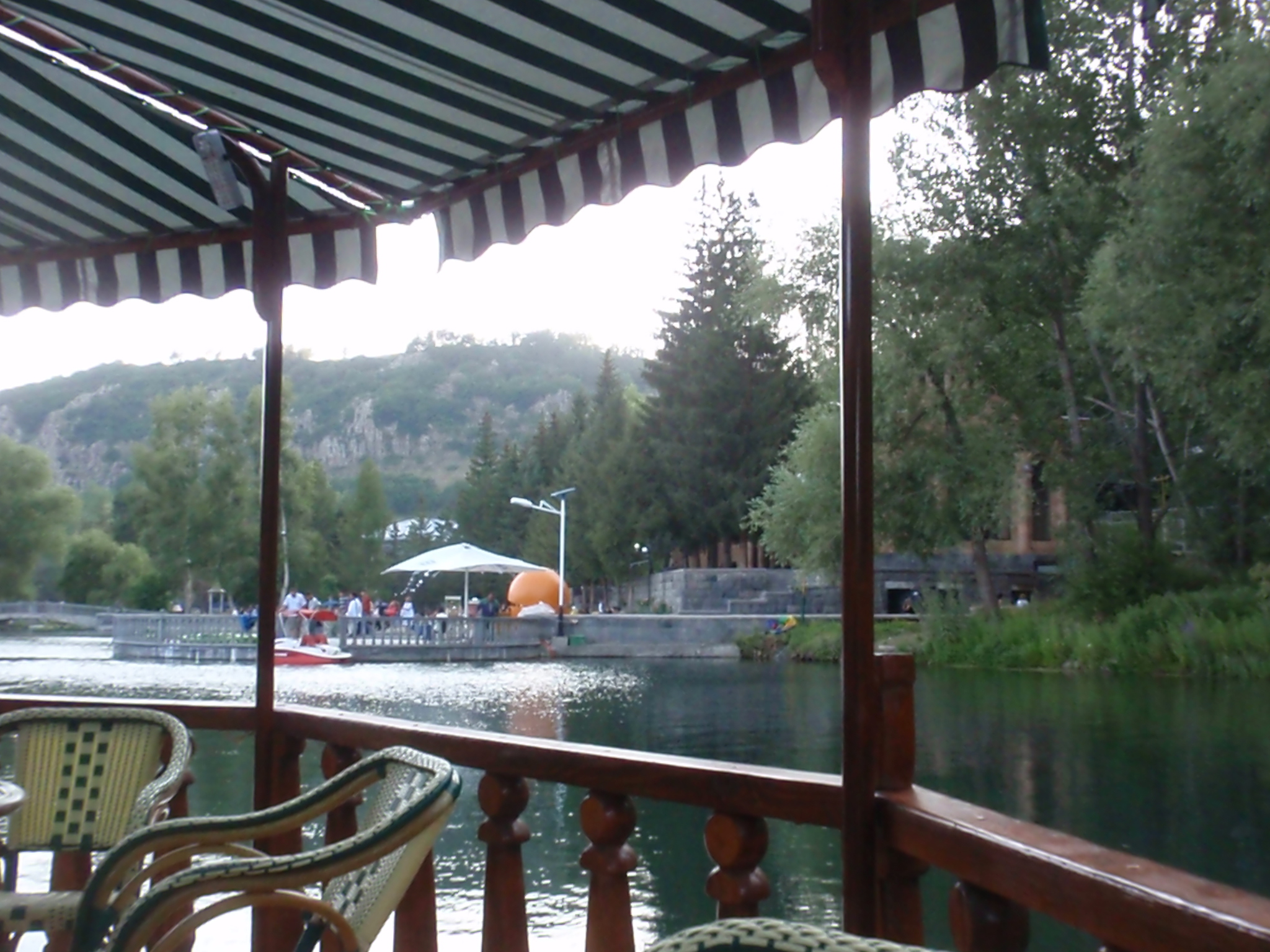
Laghi artificiali nel centro della città
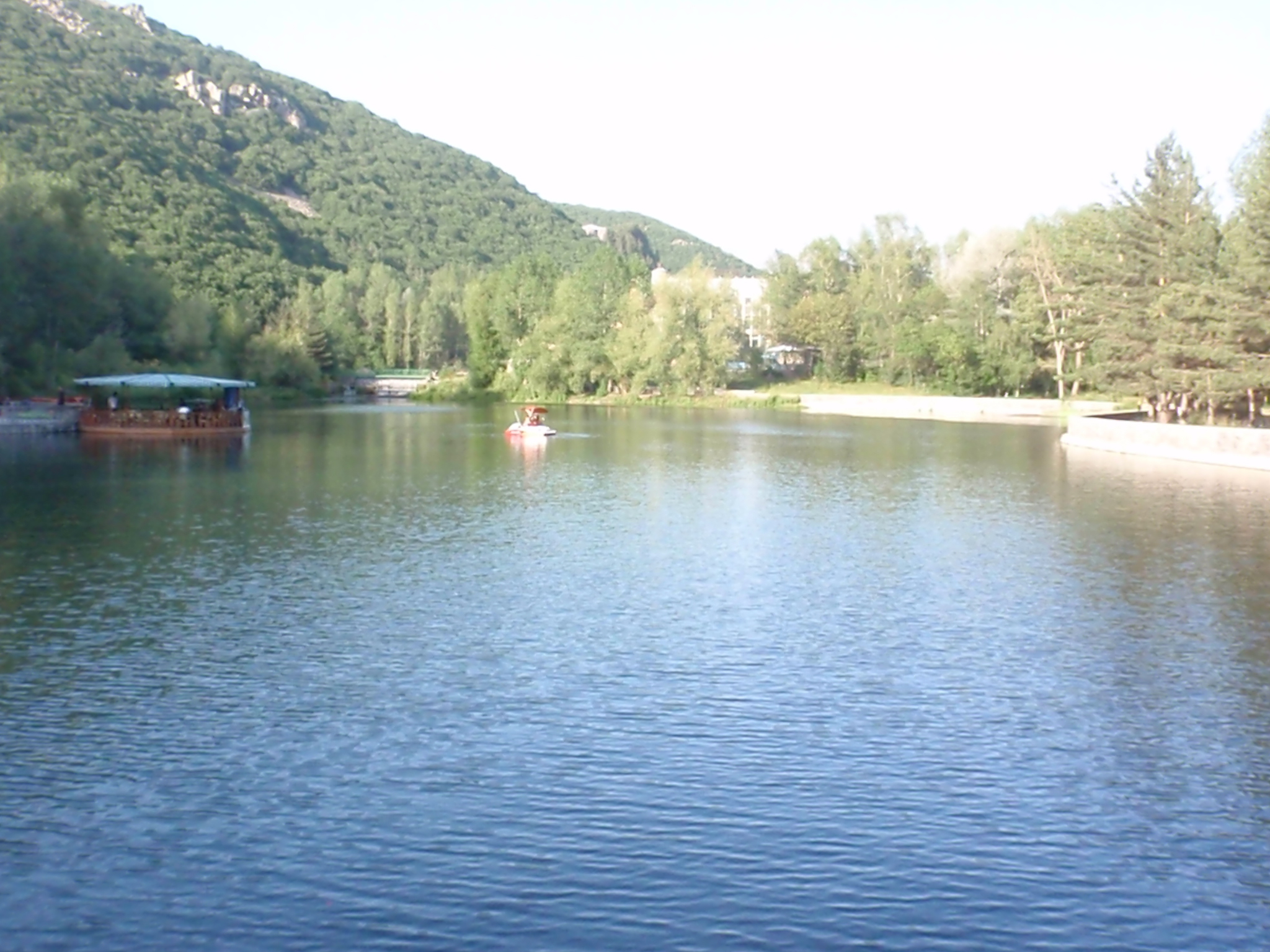
Laghi artificiali nel centro della città.
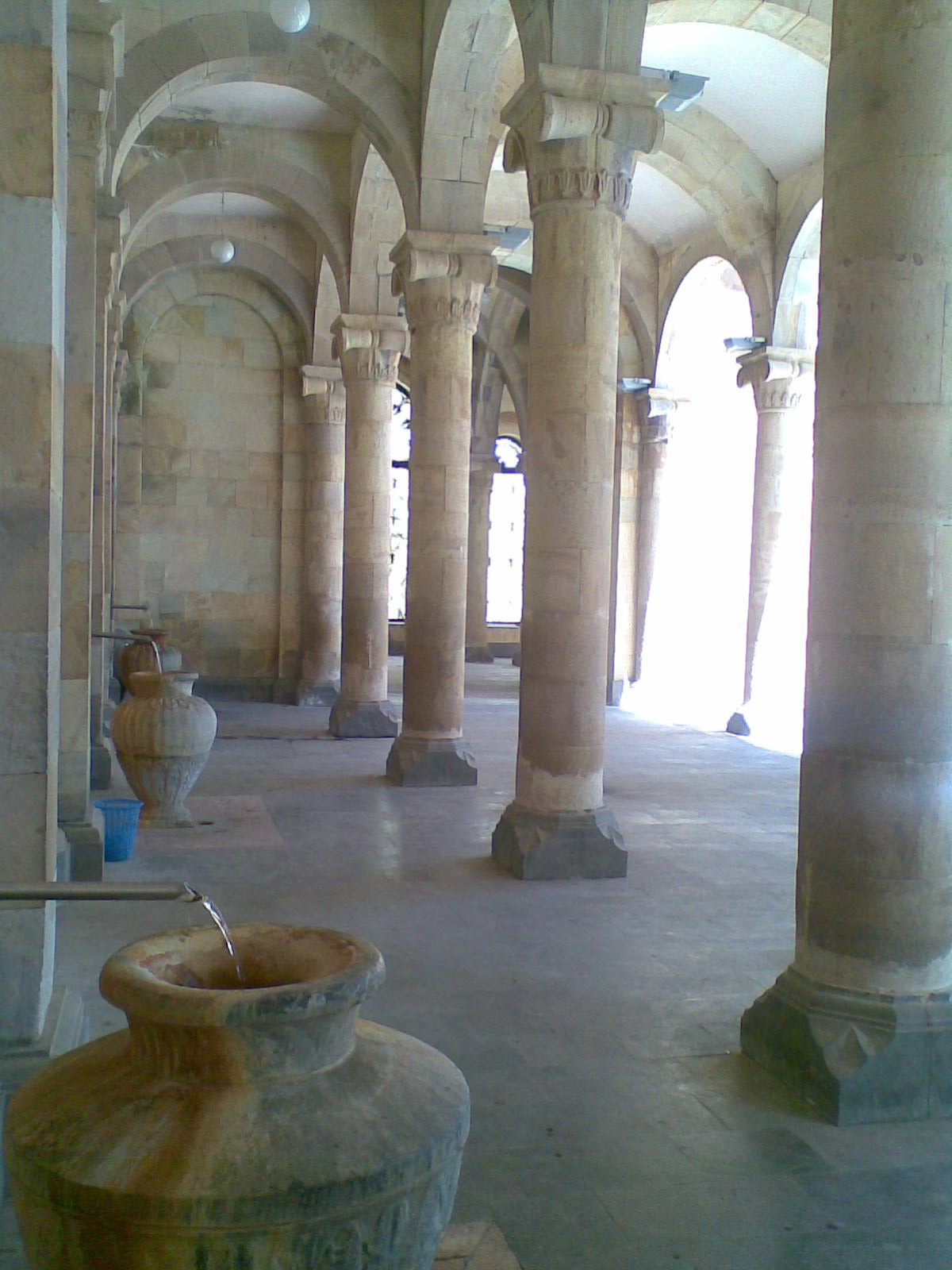
La galleria delle acque.
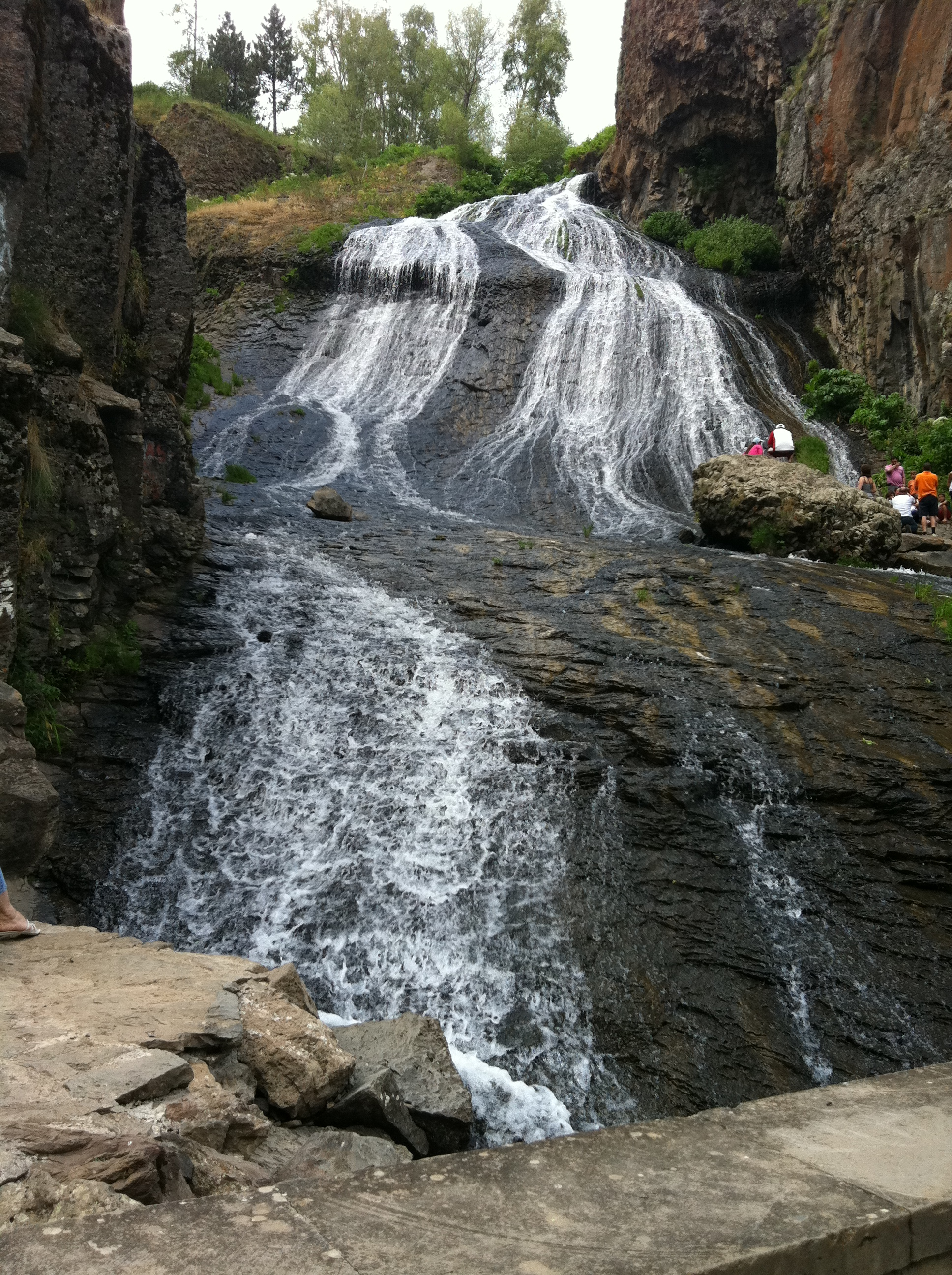
La cascata
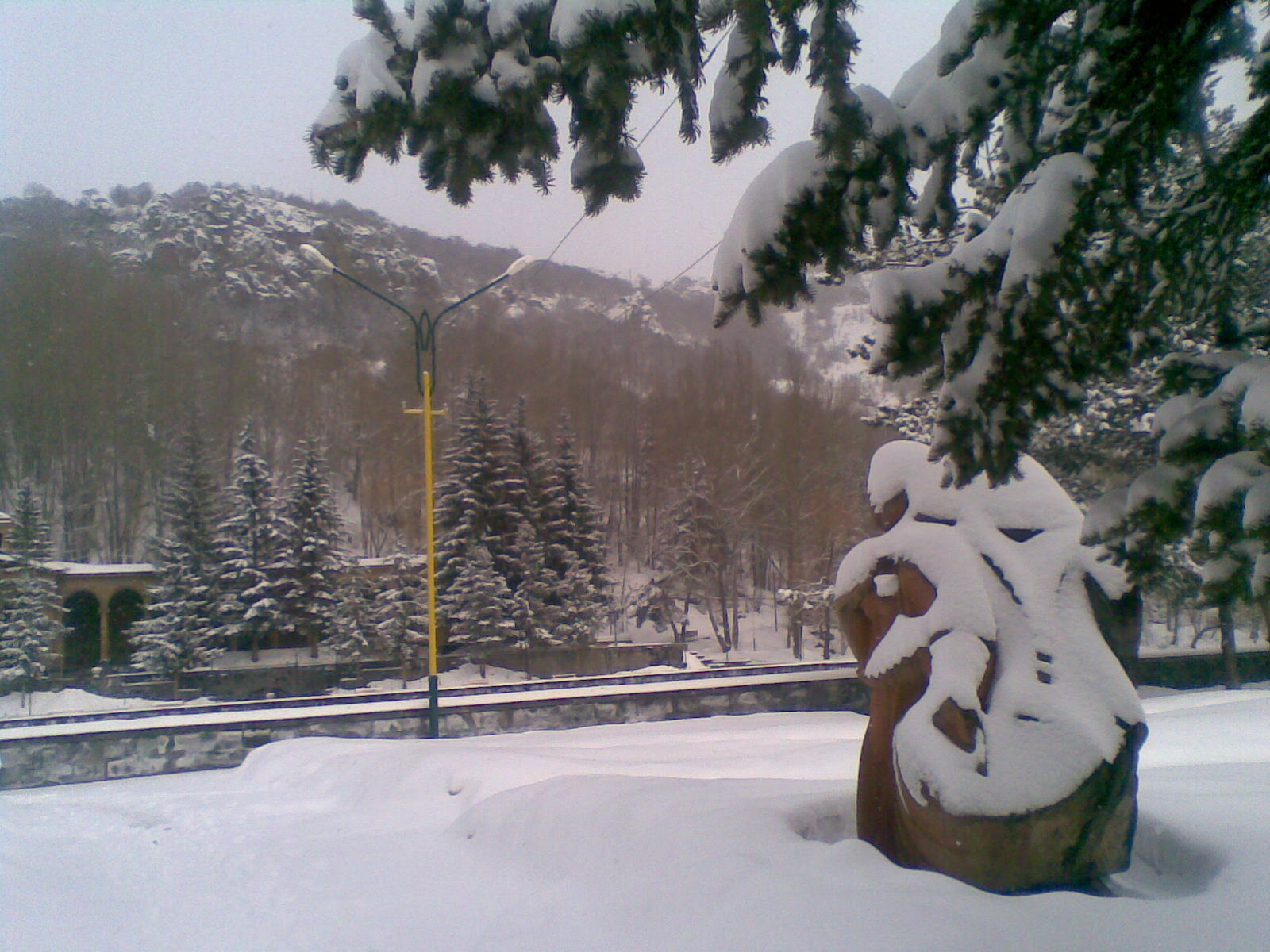
Inverno.
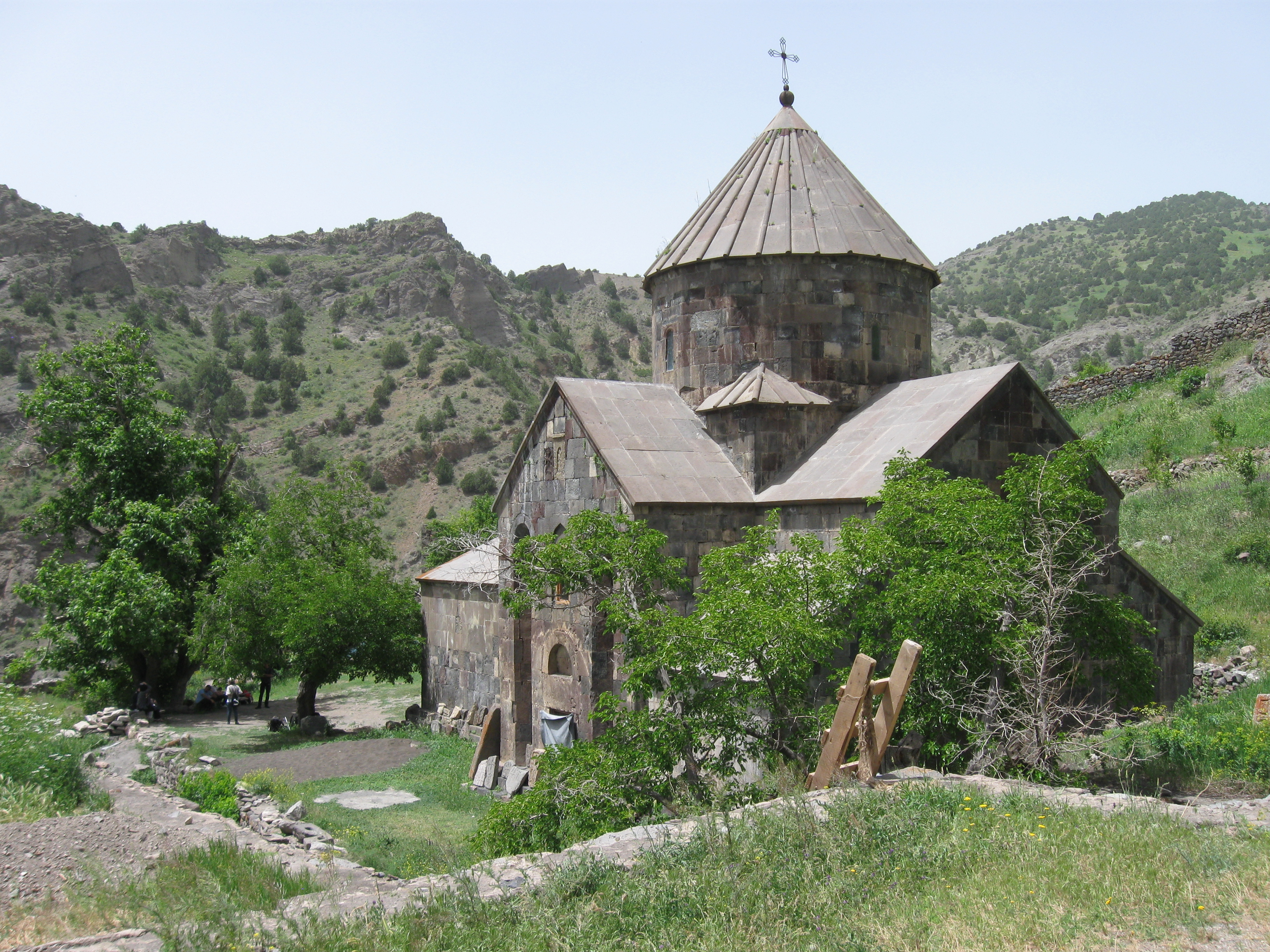
Monastero di Gndevank.
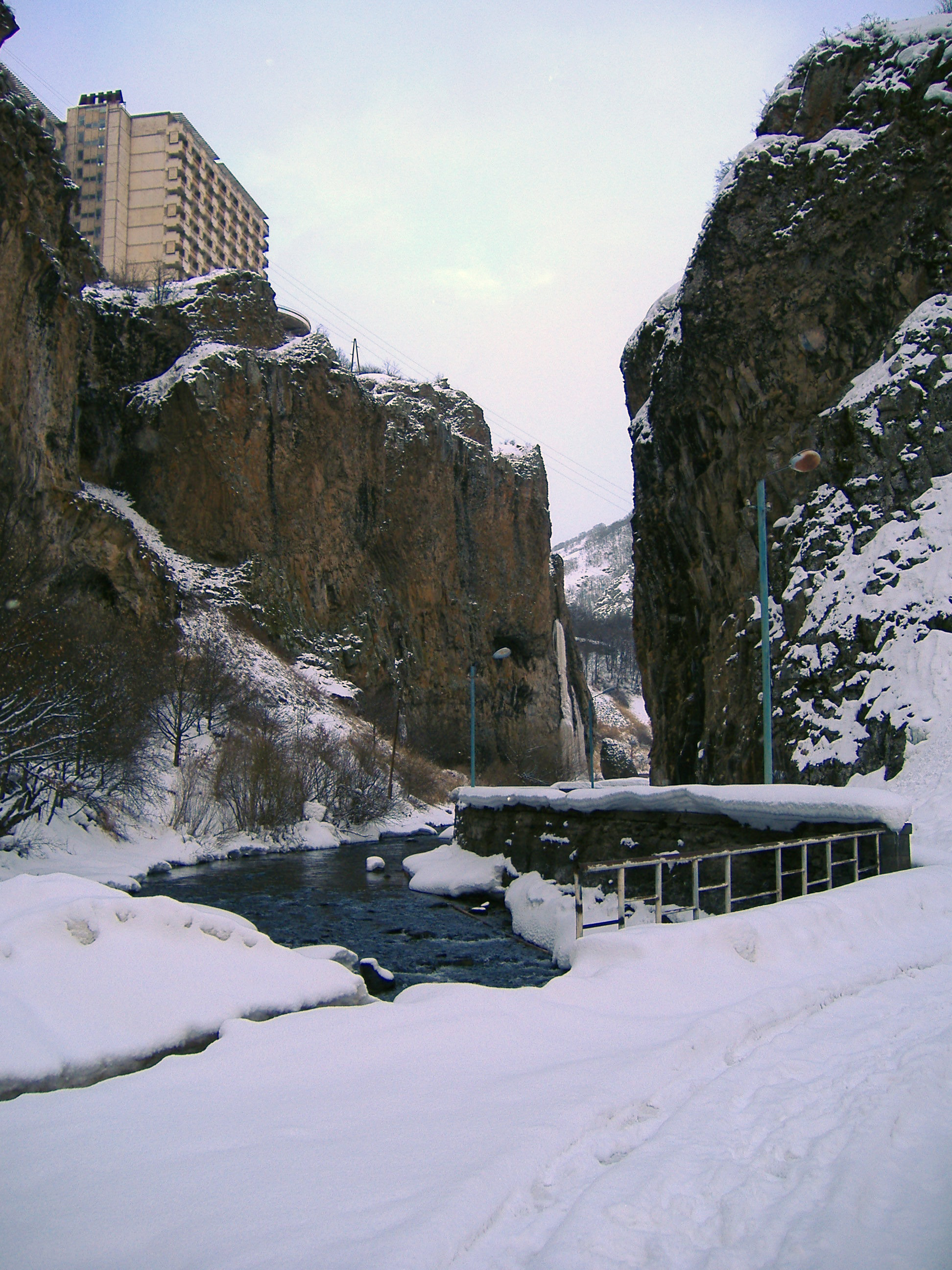
La gola del fiume Arpa a Jermuk